# Xu Zhiyong
Xu Zhiyong (en chino, 许志永; pinyin, Xǔ Zhìyǒng) es un profesor de la Universidad de Correos y Telecomunicaciones de Beijing. Fue uno de los fundadores de la Iniciativa de Constitución Abierta ONG y un abogado de derechos activos en China que ayudó a los más desfavorecidos. Él es el fundador principal y el icono del Movimiento de Nuevos Ciudadanos en China. En enero de 2014 fue condenado a cuatro años de prisión por "reunir a multitudes para perturbar el orden público".

## Vida personal
Xu nació en el condado de Minquan, Henan en 1973.
Xu está casado con Cui Zheng, una periodista. Su hija nació el 13 de enero de 2014, mientras que Xu estaba en un centro de detención en espera de juicio.

## Carrera y activismo

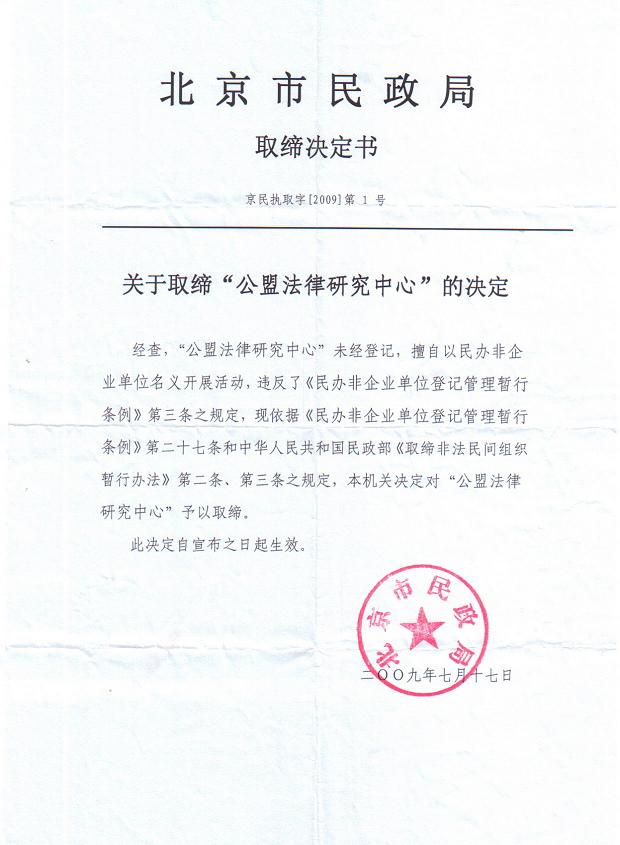
Aviso legal para prohibir el gongmeng en la Administración Civil de la República Popular China. (PD-CNGov)

Xu recibió su Licenciatura en Derecho de la Universidad de Lanzhou en 1994 y doctor en Derecho de la Universidad de Pekín en 2002.

### La era Gongmeng
En 2003, fue elegido miembro de la Asamblea Popular del Distrito Haidian como independiente. Él ganó la reelección en 2006. Sin embargo, en las elecciones de 2011, el nombre de Xu fue retirado de la lista de candidatos, pero aun así reunió a más de 3.500 votos de un total de 22.000 votantes en su distrito.
A diferencia de otros activistas de derechos humanos, Xu firmemente y con cuidado subió las demandas de cambio político y justicia social en las leyes existentes, y su grupo ha sido considerado como relativamente prudente y conservador. En su reciente entrevista antes de su detención, describe su sueño:

Ojalá nuestro país pudera ser uno libre y feliz. Todos los ciudadanos no tienen por qué ir en contra de su conciencia y pueden encontrar su propio lugar por su virtud y talento; una sociedad simple y feliz, donde la bondad de la humanidad se expande al máximo, y la maldad de la humanidad se ve limitada al mínimo; honestidad, confianza, amabilidad, y ayudándose unos a otros son la orden del día en la vida; sin tanta ira y ansiedad, una sonrisa pura en el rostro de todos.